# Wingene
Wingene är en kommun i Belgien.   Den ligger i provinsen Västflandern och regionen Flandern, i den västra delen av landet, 80 km väster om huvudstaden Bryssel. Antalet invånare är 13 950.
Omgivningarna runt Wingene är en mosaik av jordbruksmark och naturlig växtlighet. Runt Wingene är det ganska tätbefolkat, med 179 invånare per kvadratkilometer.